# 重願寺 (江東区)
重願寺（じゅうがんじ）は、東京都江東区にある浄土宗の寺院。

## 概要
戦国時代末期～江戸時代初期に開山された。開山年は、1590年（天正18年）とも1600年（慶長5年）とも1639年（寛永16年）ともいわれている。開基は千葉邦胤の娘の不虚大禅尼である。
元々は、現在の日本橋馬喰町にあったが、その後新大橋に移転し、最終的に現在の猿江の地に移転した。

## みまもり観音
境内には、1981年（昭和56年）に建てられた「みまもり観音」と呼ばれる観音菩薩像がある。関東大震災や東京大空襲の犠牲者の冥福を祈るために建てられたもので、法相宗大本山薬師寺東院堂の国宝「銅造観音菩薩立像」を模写して2.2倍の大きさにしたものである。

## 墓所
- 関根正二（洋画家）
- 新場小安（侠客）

## 交通アクセス
- 住吉駅より徒歩5分。